# Craig Valette
Craig Valette (* 7. Oktober 1982 in Shellbrook, Saskatchewan) ist ein ehemaliger kanadischer Eishockeyspieler, der im Verlauf seiner aktiven Karriere zwischen 1999 und 2011 unter anderem 355 Spiele für die Cleveland Barons, Worcester Sharks,  Houston Aeros und Syracuse Crunch in der American Hockey League (AHL) auf der Position des Centers bzw. linken Flügelstürmers bestritten hat.

## Karriere
Valette begann seine Karriere zur Saison 1999/00 bei den Saskatoon Blades in der Western Hockey League. Nachdem ihm in eineinhalb Spielzeiten und 71 Spielen lediglich fünf Punkte gelungen waren, transferierten ihn die Blades im Verlauf des Spieljahres 2000/01 innerhalb der Liga zu den Portland Winter Hawks, wo der Kanadier seine Offensivproduktion leicht steigern konnte. Der Durchbruch in der WHL gelang ihm in der Saison 2002/03, als er die 30-Tore-Marke knackte und mit 56 Punkten bester Scorer seines Teams war.
Ungedraftet unterschrieb Valette zur Saison 2003/04 einen Vertrag bei den Cleveland Barons in der American Hockey League, die zu dieser Zeit das Farmteam der San Jose Sharks aus der National Hockey League waren. Ähnlich wie in der WHL hatte er zunächst Probleme sich dem Niveau der Liga anzupassen, wodurch er in den drei Spielzeiten bis 2006 nie mehr als 20 Punkte erreichte. Erst mit dem Umzug der Barons nach Worcester und der Umbenennung in Worcester Sharks verbesserten sich seine Offensivstatistiken und er gehörte in der Saison 2006/07 zu den Leistungsträgern des Teams, da er auch in der Defensive Akzente setzen konnte. Dies setzte sich auch im darauf folgenden Spieljahr fort, obwohl er wieder weniger Punkte in der Offensive sammelte.
Da sein auslaufender Vertrag im Sommer 2008 nicht verlängert wurde, wechselte er als Free Agent zunächst zu den Stockton Thunder in die ECHL. Nach einem guten Start mit drei Scorerpunkten aus den ersten beiden Saisonspielen unterbreiteten ihm die Houston Aeros aus der AHL Anfang November einen Probevertrag. Dieser wurde nach 15 Spielen, in denen Valette lediglich zwei Assists gelangen, Mitte Dezember wieder aufgelöst, woraufhin er zu den Thunder in die ECHL zurückkehrte. Gegen Ende des Monats erhielt er von den Syracuse Crunch ebenfalls einen AHL-Probevertrag, der nach zweieinhalb Wochen und sechs Partien absolvierten Partien aufgelöst wurde. Der Stürmer kehrte abermals nach Stockton zurück und war bis zum Sommer 2011 für das Team aktiv, deren Mannschaftskapitän er zwischen 2009 und 2011 war. Anschließend beendete der 28-Jährige seine Profikarriere vorzeitig und trat danach lediglich in den kanadischen Amateurligen in Erscheinung.

## Karrierestatistik
(Legende zur Spielerstatistik: Sp oder GP = absolvierte Spiele; T oder G = erzielte Tore; V oder A = erzielte Assists; Pkt oder Pts = erzielte Scorerpunkte; SM oder PIM = erhaltene Strafminuten; +/− = Plus/Minus-Bilanz; PP = erzielte Überzahltore; SH = erzielte Unterzahltore; GW = erzielte Siegtore; 1 Play-downs/Relegation; Kursiv: Statistik nicht vollständig)